# 博梅爾斯巴赫河
51°29′16.27″N 8°19′11.65″E / 51.4878528°N 8.3199028°E
博梅爾斯巴赫河（德語：Bormelsbach），是德國的河流，位於該國西部，流經北萊茵-威斯特法倫州，屬於默訥河的右支流，河道全長1.6公里，流域面積2.7平方公里。